# Кутра
Кутра (фр. Coutras) је насељено место у Француској у региону Аквитанија, у департману Жиронда.
По подацима из 2011. године у општини је живело 8062 становника, а густина насељености је износила 239,3 становника/km².

## Демографија
| 1962. | 1968. | 1975. | 1982. | 1990. | 2011. |
| ----- | ----- | ----- | ----- | ----- | ----- |
| 5.948 | 5.830 | 6.040 | 6.351 | 6.689 | 8.062 |